# 시조류

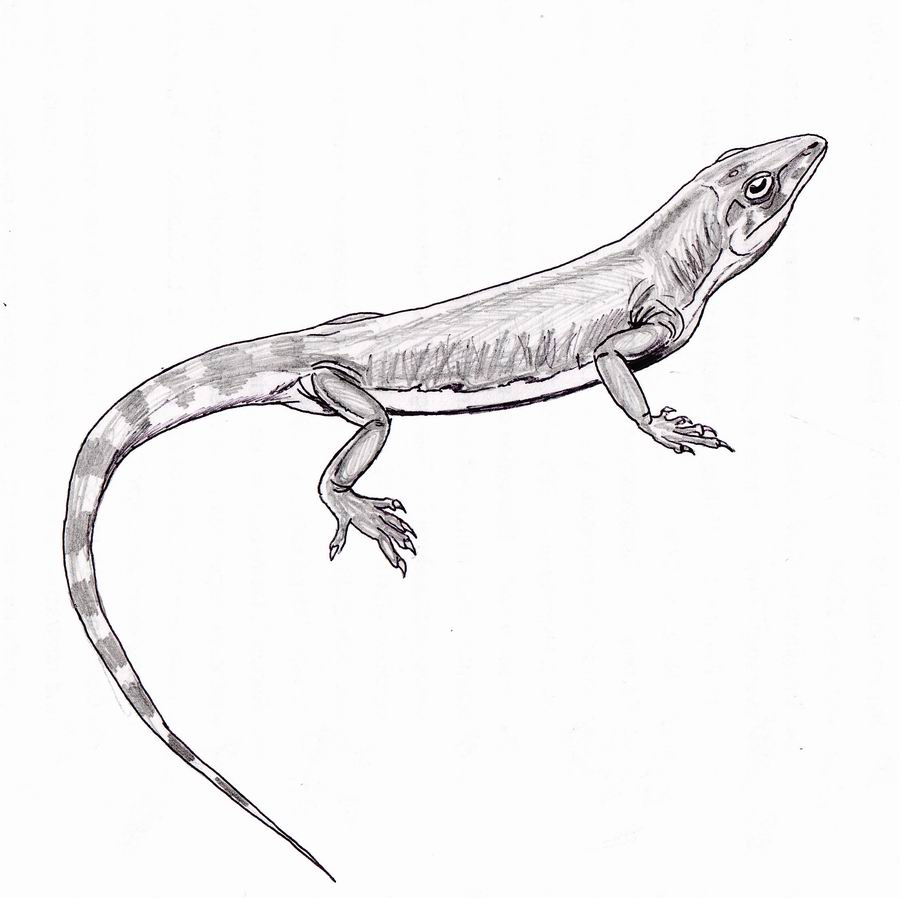

시조류(학명:Archaeovenator hamiltonensis)는 도마뱀목 바라놉스과에 속하는 도마뱀이다. 지금은 멸종된 종으로서 전체적인 몸길이가 60cm인 작은 몸집을 가진 소형 도마뱀이다.

## 특징
시조류는 미국 캔자스주의 그린우드 카운티에서 알려진 후기 석탄기 바라노피드 시냅스과의 멸종된 속이다. 그것은 고생물학자인 로버트 R에 의해 처음으로 명명되었다. 2003년에 레이즈와 데이비드 W. 딜케스에 의해 다시 한번 연구가 되었으며 모식종은 시조류 해밀턴시스이다. 고세균 해밀턴시스는 두개골과 사지와 대들보가 약간 분리된 3차원 보존된 거의 완전한 관절 골격인 완모형 KUVP 12483에서 알려져 있다. 그것은 약 3억년전 후기 펜실베니아 시리즈의 버질리언 단계(또는 후기 카시모비안 단계부터 초기 그젤리안 단계까지를 지칭한다.)에서 쇼니 그룹의 칼훈스 셰일 형성의 해밀턴 채석장에서 수집되었다. 총칭은 고대 사냥꾼이라는 뜻의 라틴어 '고대시대'와 '사냥꾼'에서 유래했다. 구체적인 이름은 발견 장소인 해밀턴 쿼리(Hamilton Quarry)에서 따왔다. 고세균은 다른 모든 알려진 바라놉시드의 자매 분류군이기 때문에 가장 오래되고 가장 기초가 되는 바라노피드이다. 시조류는 바라놉스과의 파충류에 속하는 도마뱀의 특징인 잘 발달된 앞다리와 뒷다리를 가지고 있으며 이는 먹이를 사냥하거나 천척으로부터 도망치는 데에 필요한 빠른 달리기를 가능하게 하였다. 또한 생존했었던 당시에는 흰색의 몸에 검은색의 줄무늬를 가졌던 도마뱀으로 추정된다. 먹이로는 당대에 서식했었던 곤충, 절지동물, 무척추동물들을 주로 잡아먹고 살았던 육식성의 도마뱀으로 추정되는 종이다.

## 생존시기와 서식지와 화석의 발견
시조류가 생존했었던 시기는 고생대의 석탄기로서 지금으로부터 3억 5920만년전~2억 9900만년전에 생존했었던 종이다. 생존했었던 시기에는 북아메리카를 중심으로 하여 당시에 존재했었던 초원, 산림 등에서 주로 서식했었던 도마뱀이다. 화석의 발견은 2003년에 미국 캔자스주의 석탄기에 형성된 지층에서 미국의 고생물학자인 레이즈, 데이비드 W. 딜케스에 의하여 처음으로 화석이 발견되어 새롭게 명명된 종이다.